# Efekt Tullio
Efekt Tullio – to odmiana objawu przetokowego wywołanego duża falą akustyczną dźwięku. Został opisany po raz pierwszy w 1929 roku przez Pietro Tullio (1881-1941). Aby doszło do jego powstania, musi istnieć przetoka w ścianie przyśrodkowej jamy bębenkowej oraz sprawny układ przewodzenia dźwięku (łańcuch kosteczek słuchowych), który spełnia rolę tłoka. Na skutek zmian ciśnienia hydrostatycznego w błędniku błoniastym spowodowanego dużą falą dźwiękową następuje zawrót głowy oraz oczopląs.